# Гетане Кебеде
Гетане Кебеде (амх. ጘታነህ ኸበደ, 2 апреля 1992, Аддис-Абеба, Эфиопия) — эфиопский футболист, нападающий. В настоящее время выступает за «Волкайт Сити».

## Карьера

### Клубная
Футбольную карьеру Кебеде начал в клубе «Дефенс Форс Аддис-Абеба». В 2010 году подписал свой первый профессиональный контракт с командой «Дэдэбит».
В сезоне 2012/13 Гетане выиграл чемпионат Эфиопии, кубок Эфиопии, стал лучшим бомбардиром чемпионата и был признан лучшим игроком.
13 июля 2013 года Кебеде перешёл в южноафриканский клуб «Бидвест Витс». 4 августа он дебютировал за свой новый клуб, выйдя на замену в перерыве матча против «Платинум Старс». 17 сентября забил свой первый мяч за «Бидвест», сравняв счёт на последней минуте матча с «АмаЗулу».

### Международная
За национальную сборную выступает с 2011 года. В 2012 году, пройдя по сумме двух встреч сборную Судана эфиопцы впервые с 1982 года получили право выступить на Кубке африканских наций 2013. Кебеде внёс свой вклад в успех команды, забив 2 мяча в гостевой встрече с Суданом. Попав в заявку на турнир, Гетане принял участие во всех трёх матчах своей сборной. В рамках отбора к Чемпионату мира 2014 сборная Эфиопии стала победителем группы А, где ей противостояли сборные ЮАР, Ботсваны и ЦАР. Кебеде провёл 5 игр и забил 5 мячей. В решающем, третьем раунде отбора эфиопцы уступили сборной Нигерии.

## Достижения

### Командыне
«Дэдэбит»
- Чемпион Эфиопии: 2012/13
- Обладатель кубка Эфиопии: 2012/13

### Личные
- Лучший бомбардир чемпионата Эфиопии: 2012/13
- Лучший игрок чемпионата Эфиопии: 2012/13